# 로리 틸망
로리 틸망(Laury Thilleman, 1991년 7월 30일 ~ )은 프랑스의 댄서, 모델, 사회자이자 미인 대회 우승자이다. 2011년 미스 프랑스 우승자이며 2011년 미스 유니버스에서 프랑스 대표로 참가했다.